# Noulens
Noulens (gaskognisch: Nolens) ist eine französische Gemeinde mit 102 Einwohnern (Stand 1. Januar 2022) im Département Gers in der Region Okzitanien; sie gehört zum Arrondissement Condom und zum Gemeindeverband Grand-Armagnac.

## Geografie
Die Gemeinde Noulens liegt rund 39 Kilometer westnordwestlich der Kleinstadt Auch im Nordwesten des Départements Gers. Sie gehört zum Weinbrandgebiet Armagnac.
Zur Gemeinde gehören die Siedlungen Artiguedayne, Bourguet, Le Haou, Noulens und Einzelgehöfte.

## Geschichte
Nach der Reblauskrise, die die Weinberge zerstörte, zogen im 19. Jahrhundert viele Menschen weg. Noulens gehörte zur Region Comté de (Vic-)Fezensac innerhalb der Gascogne. Der Ort gehörte von 1793 bis 1801 zum District Condom und zudem von 1793 bis 2015 zum Wahlkreis (Kanton) Eauze.

## Bevölkerungsentwicklung
| Jahr      | 1866 | 1962 | 1968 | 1975 | 1982 | 1990 | 1999 | 2006 | 2020 |
| Einwohner | 344  | 152  | 142  | 124  | 112  | 114  | 105  | 100  | 101  |

Quellen: Cassini und INSEE

## Sehenswürdigkeiten
- Schloss Noulens (17. und 18. Jahrhundert; Privatbesitz)
- Kirche Saint-Jean-Baptiste aus dem 17. Jahrhundert (teilweise aus dem 13. Jahrhundert)
- zwei Kreuze in Artiguedayne und Noulens

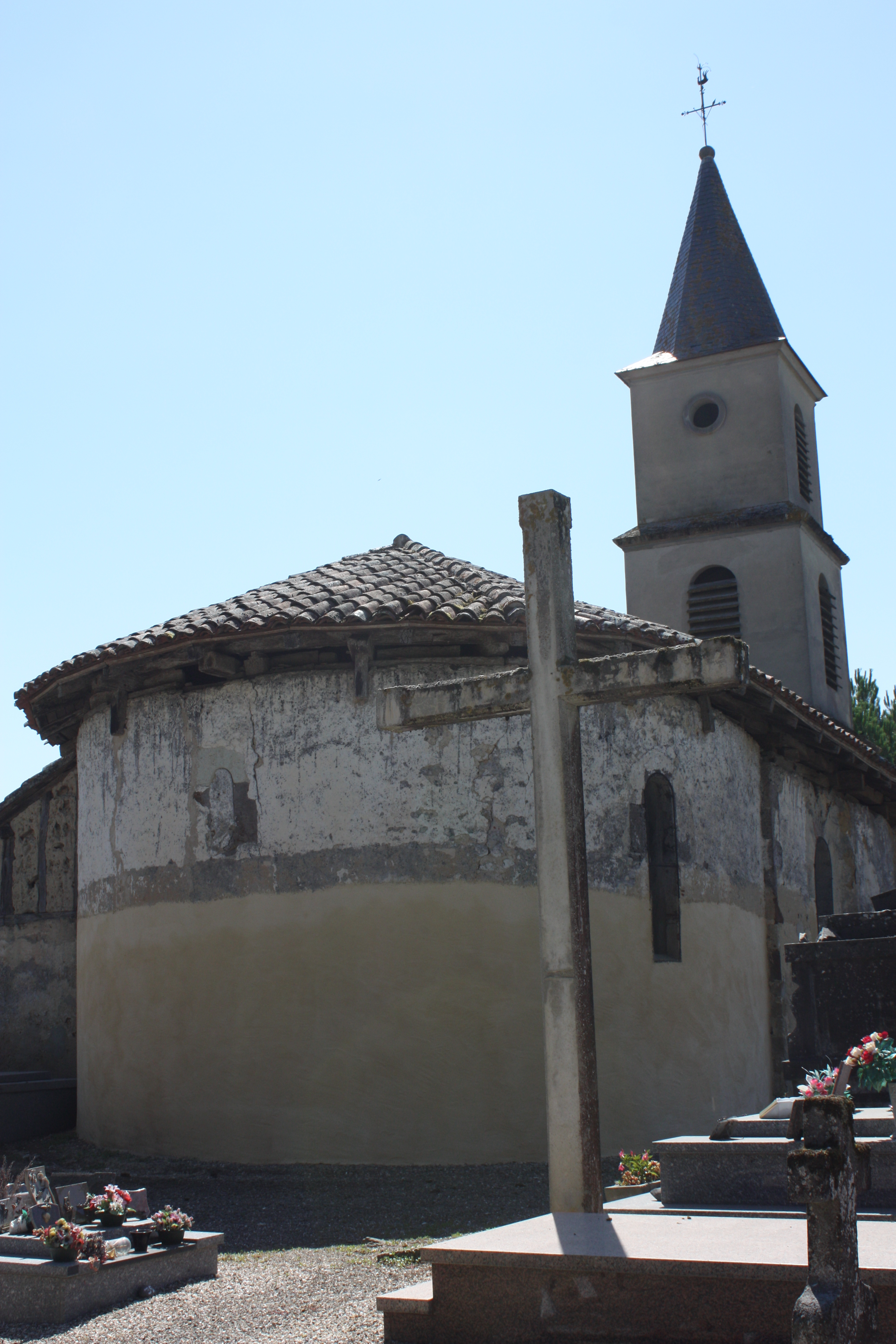
Kirche Saint-Jean-Baptiste